# Surakarta
Surakarta är en stad på centrala Java i Indonesien. Den ligger i provinsen Jawa Tengah och har cirka en halv miljon invånare.

## Transport
Adisumarmo International Airport (IATA-kod: SOC) omkring 14 km norr om Surakarta har direktflyg till bland annat Kuala Lumpur och Jakarta